# Okres Letenye

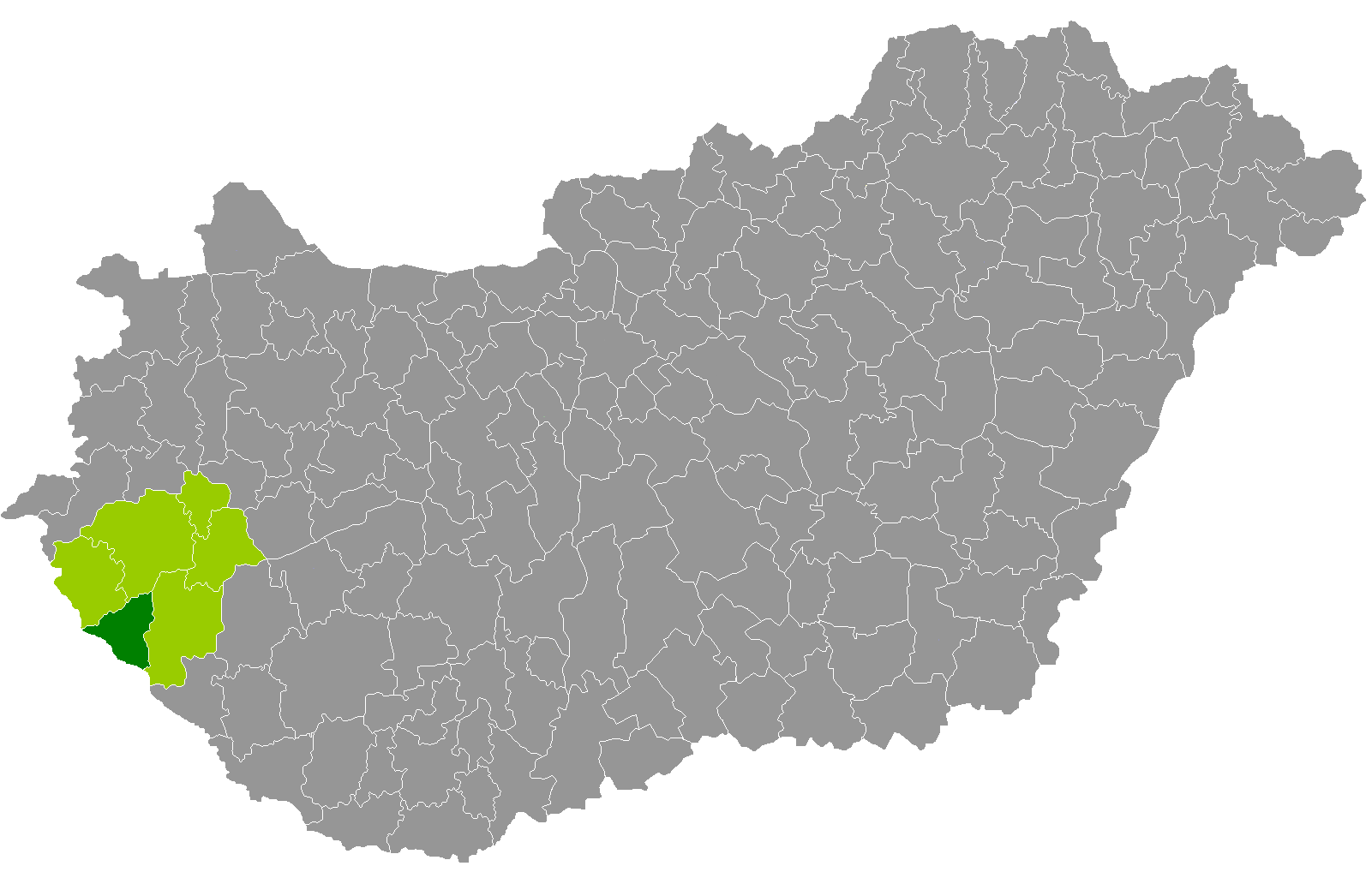
Okres Letenye

Okres Letenye se nachází v župě Zala v jihozápadním Maďarsku. Okresním městem je od roku 2013 město Letenye.

## Poloha

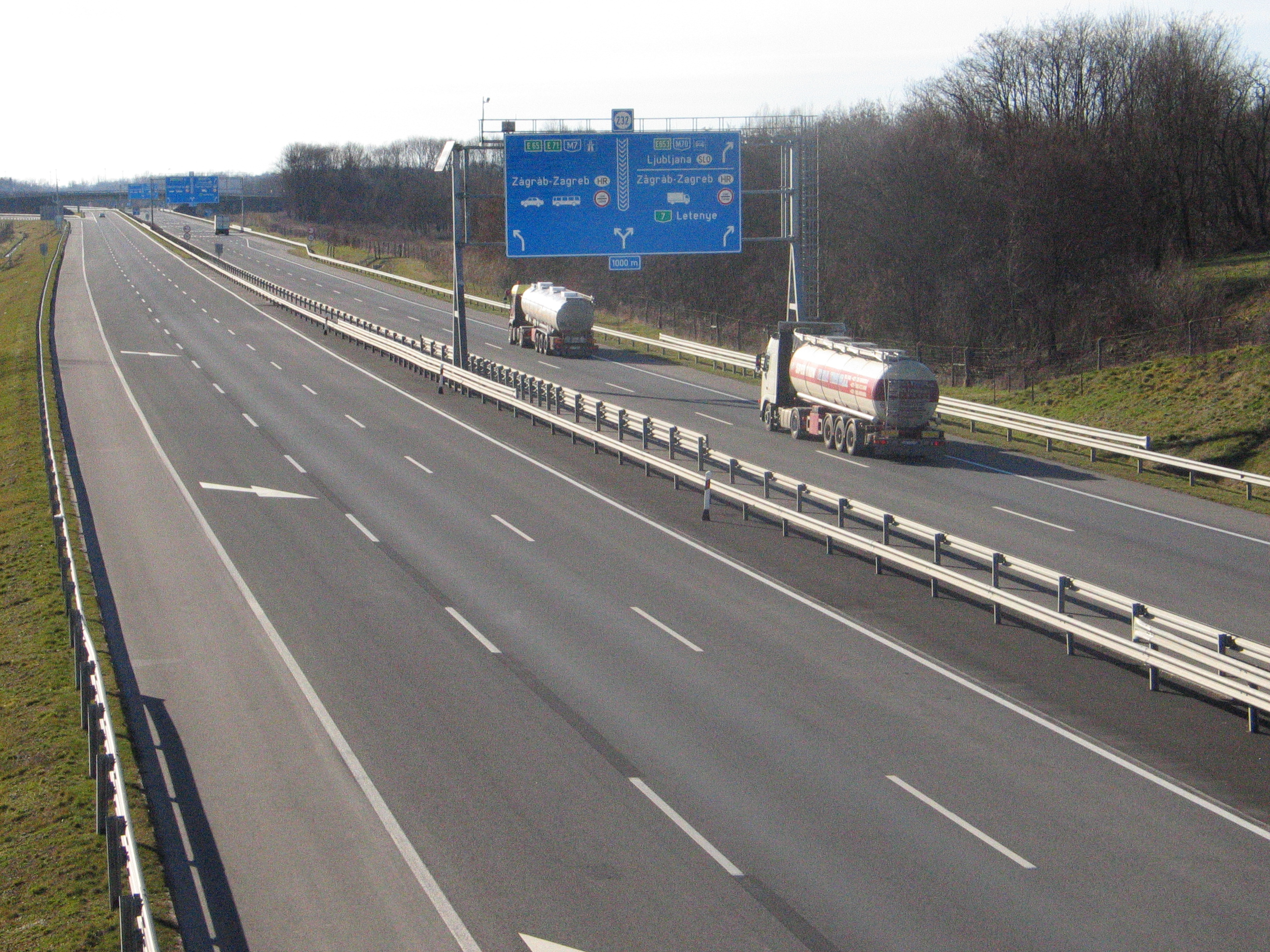
Dálnice M 7 u města Letenye

Okres leží v oblasti Zadunají (maď. Dunántúl). Jeho nadmořská výška je v rozmezí zhruba od 132 m na jihu až do 305 m. Na jihu a na západě sousedí s Chorvatskem a jen v délce zhruba 4 km se Slovinskem. Hranice mezi Maďarskem a sousedními zeměmi je tvořena řekou Mur. Vzhledem k tomu, že oblast okresu je kopcovitá, je v něm mnoho malých osad. Rozloha okresu je 388,69 km², z toho je nejméně 40 % zalesněno.

## Doprava
Okresem prochází dálnice M7, která navazuje na chorvatskou dálnici A4. U okresního města Letenye odbočuje severozápadním směrem dálnice M70, která směřuje do Slovinska, kde navazuje na slovinskou dálnici A5. Téměř souběžně s dálnicí M7 prochází okresem hlavní silnice č. 7. Železniční tratě místního významu jsou převážně v severní části okresu.

## Sídla a lidé
Od roku 2013 je okres tvořen jedním městem a 26 vesnicemi. V tabulce je uveden počet obyvatel v lednu 2013.
|    | jméno obce        | typ obce   | obyvatel | rozloha v km² |  |  |  |    | jméno obce       | typ obce | obyvatel | rozloha v km² |  |
| 1  | Letenye           | okr. město | 4 202    | 41,74         |  |  |  | 15 | Murarátka        | vesnice  | 245      | 12,04         |  |
| 2  | Bánokszentgyörgy  | vesnice    | 650      | 32,54         |  |  |  | 16 | Muraszemenye     | vesnice  | 626      | 16,15         |  |
| 3  | Bázakerettye      | vesnice    | 861      | 8,03          |  |  |  | 17 | Oltárc           | vesnice  | 283      | 29,53         |  |
| 4  | Becsehely         | vesnice    | 2 080    | 36,08         |  |  |  | 18 | Petrivente       | vesnice  | 362      | 7,65          |  |
| 5  | Borsfa            | vesnice    | 736      | 11,83         |  |  |  | 19 | Pusztamagyaród   | vesnice  | 576      | 16,02         |  |
| 6  | Bucsuta           | vesnice    | 227      | 16,19         |  |  |  | 20 | Semjénháza       | vesnice  | 601      | 4,70          |  |
| 7  | Csörnyeföld       | vesnice    | 420      | 21,24         |  |  |  | 21 | Szentliszló      | vesnice  | 281      | 6,89          |  |
| 8  | Kerkaszentkirály  | vesnice    | 228      | 8,11          |  |  |  | 22 | Szentmargitfalva | vesnice  | 85       | 3,12          |  |
| 9  | Kiscsehi          | vesnice    | 170      | 11,43         |  |  |  | 23 | Tótszentmárton   | vesnice  | 840      | 10,17         |  |
| 10 | Kistolmács        | vesnice    | 181      | 12,20         |  |  |  | 24 | Tótszerdahely    | vesnice  | 1 096    | 12,29         |  |
| 11 | Lasztonya         | vesnice    | 86       | 8,77          |  |  |  | 25 | Valkonya         | vesnice  | 55       | 7,55          |  |
| 12 | Lispeszentadorján | vesnice    | 289      | 9,14          |  |  |  | 26 | Várfölde         | vesnice  | 191      | 14,87         |  |
| 13 | Maróc             | vesnice    | 76       | 5,16          |  |  |  | 27 | Zajk             | vesnice  | 248      | 12,39         |  |
| 14 | Molnári           | vesnice    | 718      | 12,86         |  |  |  |    |                  |          |          |               |  |

V lednu 2013 v tomto okresu žilo 16 413 lidí. Obyvatelé se zabývají především zemědělstvím a chovem dobytka.